# 本塔略
本塔略，是西班牙加泰罗尼亚赫罗纳省的一个市镇。总面积26平方公里，总人口619人（2001年），人口密度24人/平方公里。